# Acacia tenuior
Acacia tenuior är en ärtväxtart som beskrevs av Joseph Henry Maiden. Acacia tenuior ingår i släktet akacior, och familjen ärtväxter. Inga underarter finns listade i Catalogue of Life.